# Vratislavická kyselka

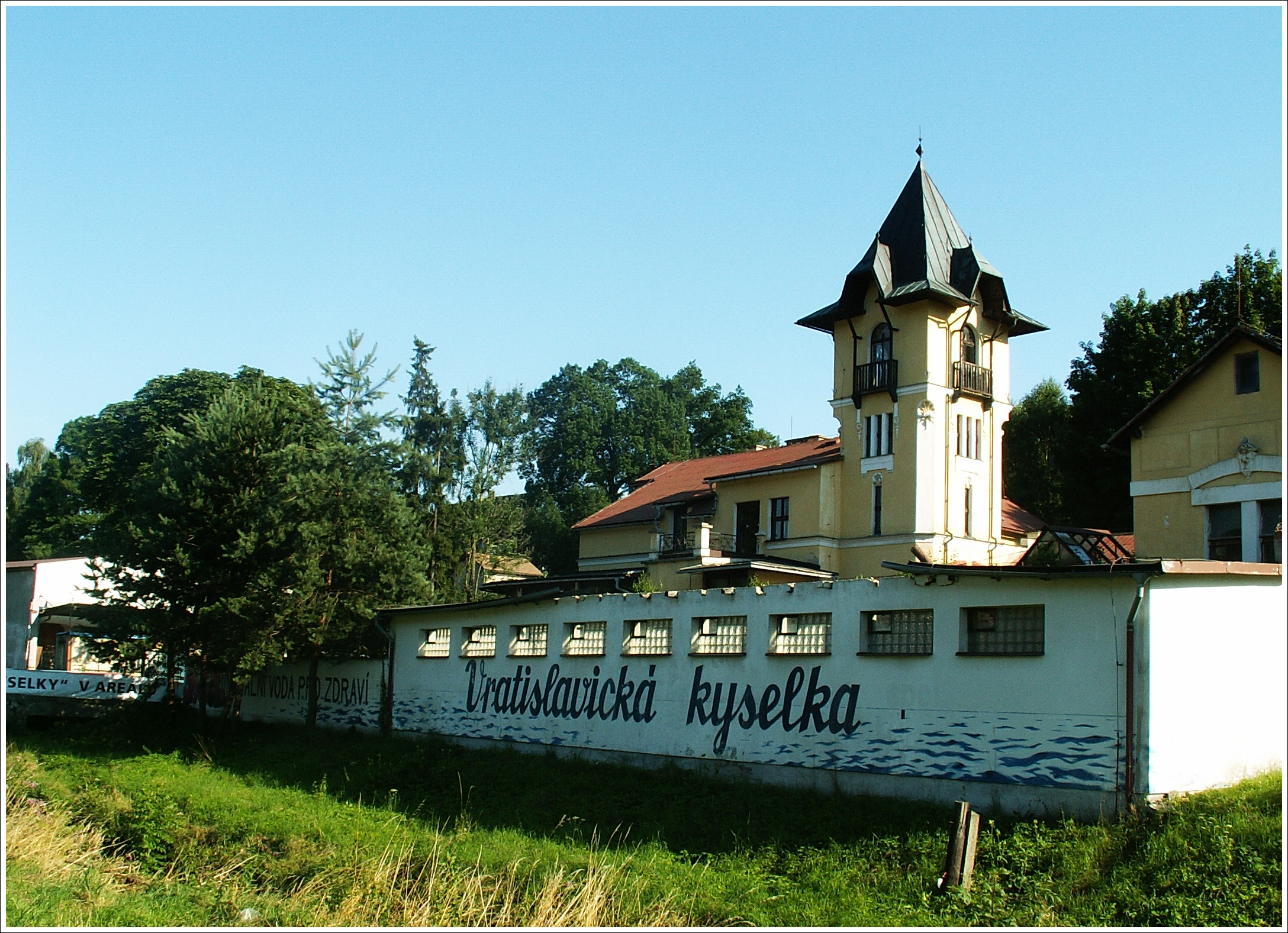
Budova Kyselky ve Vratislavicích nad Nisou

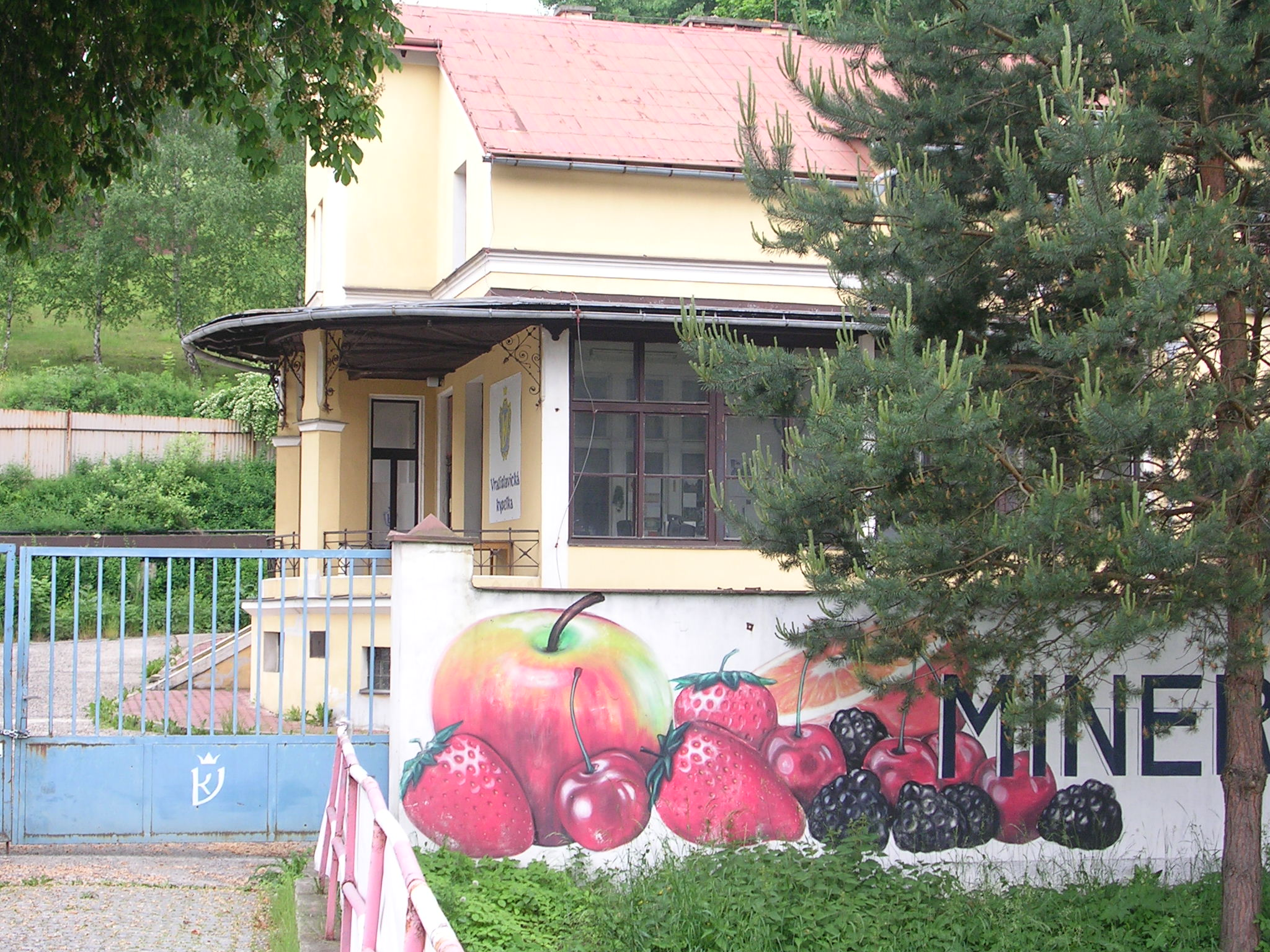
Vjezd do areálu

Vratislavická kyselka je minerální voda, která vyvěrá ve Vratislavicích nad Nisou v Liberci. Obsahuje uhličitan hořečnatý, oxid železitý a oxid uhličitý.

## Historie
Vratislavická kyselka je známá od roku 1862, kdy byl pramen objeven při hloubení studny pro bělírnu látek. Od roku 1864 byla jímána v mělkém prameni zvaném Rudolf. Občas docházelo k poklesu vydatnosti, což majitelé v letech 1892 až 1942 řešili řadou technických úprav jímání. Roku 1894 pramen získal osvědčení o léčivosti a voda byla kromě plnění využívána v lázeňském provozu.
Roku 1915 se provozovatelem plnírny stal Josef Weber a voda se prodávala pod značkou Weberovka. Čerpala se novým vrtem a ručně se plnila do lahví. Naplněné lahve se před expedicí ponechávaly po určitou dobu ve skladu, aby se z vody vysrážely a usadily sloučeniny železa. Od roku 1945 se při plnění začaly přidávat sirupy, protože kyselina citronová v nich obsažená, stabilizovala ionty železa (Fe2+) obsažené ve vodě. Zatímco čistá kyselka měla záruční dobu dlouhou šest měsíců, voda se sirupem vydržela pouze jeden měsíc. V sedmdesátých letech dvacátého století dosahovala roční produkce asi padesát tisíc hektolitrů (přibližně sedm miliónů lahví).

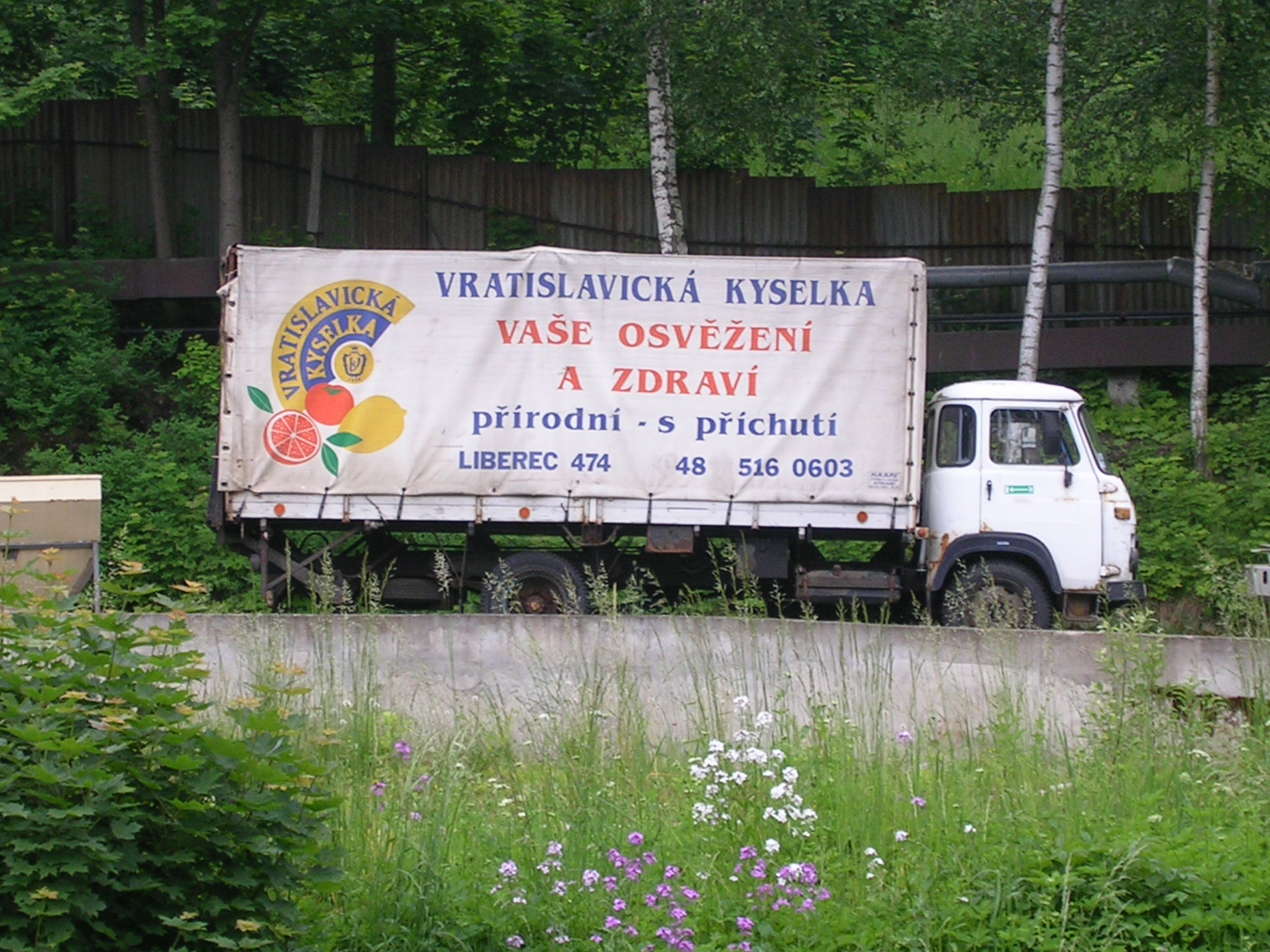
Firemní vozidlo k rozvozu minerálky

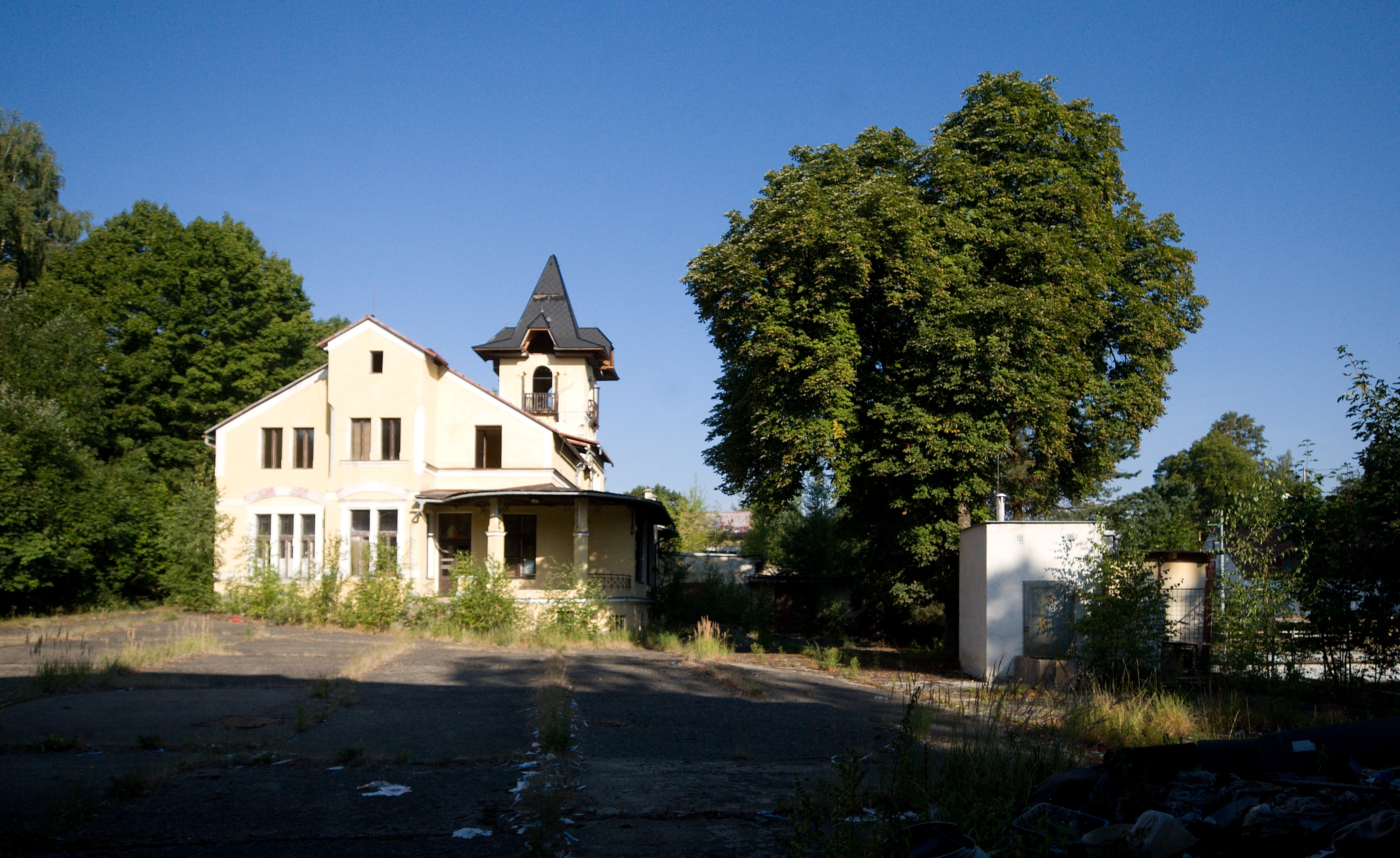
Hlavní budova Vratislavické kyselky (srpen 2018)

Po roce 1989 byla založena společnost Vratislavická kyselka, která nechala vyhloubit dva nové vrty pro zásobování stáčírny. Obnovila také historickou budovu včetně kopie původní zbourané věžičky na střeše správní budovy.
I přes dlouhou historii se minerální voda ve Vratislavicích přestala stáčet v roce 2004, kdy zkrachoval její majitel, firma Unipo. V následujících dvou letech šel podnik opakovaně do dražby, až byl vydražen na 9,1 miliónů Kč, avšak kupující nebyli schopni splnit závazek platby, a tak z prodeje sešlo. Výroba byla obnovena na podzim roku 2006. Naposledy se kyselka vyráběla krom varianty přírodní také s klasickými příchutěmi: pomeranč, citron, grapefruit, ale i minerálka zázvorová.
Začátkem srpna 2018 koupila areál Vratislavické kyselky společnost Kitl z Jablonce nad Nisou, která se zabývá výrobou sirupů, medicinálních vín a medovin. O rok později zahájila jeho rekonstrukci za 28 miliónů Kč. V roce 2022 bylo obnoveno čerpání a výroba kyselky.

## Vlastnosti vody
Minerální voda stáčená v sedmdesátých letech dvacátého století byla charakterizována jako slabě mineralizovaná hydrogenuhličitanová sodno-vápenatá kyselka vhodná jako možnost prevence zubního kazu. Podle rozboru z roku 1971 celková mineralizace dosahovala 1,48 g·l−1. Kromě dalších látek obsahovala ionty sodíku (230 mg·l−1), vápníku (86,8 mg·l−1) a hořčíku (28,6 mg·l−1). Vysoký obsah železa (10,6 mg·l−1) znemožňuje využívání čisté kyselky k plnění do lahví. V roce 1954 byla stanovena radioaktivita vody na 897 Bq·l−1.